# 太空遊俠 (遊戲)
《太空遊俠》是一款航太模擬遊戲，由Origin Systems開發，由Origin Systems、Wave Brain和夜潛工作室發行。該遊戲在1989年於Apple II及康懋達64上發行，後來被移植到MS-DOS、麥金塔、Amiga和雅達利ST，並有日文版發行，於PC-9801、X68000和FM Towns上運行，其中FM Towns版重新製作了簡短的動畫、插畫及背景音樂。
《太空遊俠》具備如同後來的《X 重生》、《精英：危機四伏》等遊戲中的角色扮演元素，此遊戲可謂《銀河飛將》系列的精神前身，其官方新聞稿中宣稱，此遊戲是首款3D科幻航太模擬遊戲，並暗示該遊戲原本有意發展成太空版的《創世紀》，後來Origin Systems轉為製作《銀行飛將》。

## 遊戲機制
玩家可以在太空中自由冒險，可以從事宇宙海盜、賞金獵人、星際貿易商或參與星際政治。
遊戲在兩個主要介面之間切換，駕駛太空船時，畫面是由太空船內往外觀看的3D駕駛視角，登上星球後，會切換為自上而下俯視的2D角色扮演遊戲視角。玩家可以在太空船、太空站、行星等地行動，以蟲洞進行跨星系旅行。遊戲中還有一款2D射擊小遊戲。

## 迴響
| 媒体    | 得分        |
| ------- | ----------- |
| 龙      | 4.5/10 (PC) |
| Zzap!64 | 97 % (C64)  |

| 媒体    | 奖项   |
| ------- | ------ |
| Zzap!64 | 金牌獎 |

《電腦遊戲世界》評論認為，《太空遊俠》是街機動作、角色扮演互動與經濟戰略的有趣結合。
在1990年1月號的《龍》雜誌中，派翠西亞·哈特利和柯克·萊瑟稱其為「一款讓人耳目一新的科幻遊戲，有著清晰的視覺表現，給人身歷其境的航太體驗。」
《計算!》表示，這款遊戲風格獨特，是飛行模擬遊戲和角色扮演遊戲的完美結合。
1990年出版的《Zzap!64》第58期指出，「我本來以為《菁英》是史上最偉大的太空遊戲，但在玩《太空遊俠》幾個小時後，我的想法改變了，這款遊戲徹底超越了《菁英》，是所有平台上最優秀的太空遊戲。」
1990年6月號的《遊戲國際》中，麥克·希金斯對這款遊戲很失望，認為它完全是《菁英》的升級版。在滿分10分中，他只給了這款遊戲2分，表示應該省下這些錢，玩原版即可。